# Carlos Amigo Vallejo
Carlos Amigo kardinál Vallejo OFM (23. srpna 1934, Medina de Rioseco – 27. dubna 2022, Guadalajara) byl španělský římskokatolický kněz, františkán, emeritní arcibiskup Tangeru a Sevilly, kardinál.

## Život
Začal studovat lékařství, brzy studium přerušil a vstoupil do řádu františkánů (OFM). Kněžské svěcení přijal 17. srpna 1960. Později studoval filozofii v Římě a také psychologii v Madridu. V Madridu působil jako duchovní, přednášel filozofii vědy a antropologii na několika školách a řádových centrech formace.
Dne 17. prosince 1973 byl jmenovaný arcibiskupem v Tangeru, biskupské svěcení přijal 28. dubna 1974. Často vystupoval jako vyjednavač a zprostředkovatel v konfliktech Španělska se zeměmi Maghrebu – Libyí, Alžírskem, Marokem, Tuniskem a Mauretánií. V roce 1982 byl jmenovaný arcibiskupem v Seville.
Dne 21. října 2003 ho při konzistoři papež Jan Pavel II. jmenoval členem kardinálského kolegia. 5. listopadu 2009 papež Benedikt XVI. přijal jeho rezignaci na funkci sevillského arcibiskupa vzhledem k dovršení kanonického věku 75 let. V srpnu 2011 byl zvláštním papežským legátem při oslavách 500. výročí založení arcidiecéze Santo Domingo, první diecéze na území Ameriky.